# Герб П'ядиків
Герб П'ядиків — офіційний символ села П'ядики, Коломийського району Івано-Франківської області, затверджений рішенням сесії сільської ради.
На пшеничному жовтому полі в центрі кетяг калини з зеленим листочком – символ патріотичного минулого села.
Нижню частину відокремлює схематичне зображення трьох річок (Добровідка, Рутка, Косачівка), що протікають через село – срібного кольору. Внизу три срібні восьмикутні зірки – символ постійності і вічності. Всі елементи зображені на щиті заокругленої форми внизу. 
Щит обрамлений золотим фігурним картушем та увічнений короною у формі пшеничних колосків, що свідчить про аграрність села